# Amphiprion nigripes
Amphiprion nigripes är en fiskart som beskrevs av Regan, 1908. Amphiprion nigripes ingår i släktet Amphiprion och familjen Pomacentridae. Inga underarter finns listade i Catalogue of Life.
Denna fisk förekommer i Indiska oceanen kring Maldiverna och Sri Lanka. Den dyker till ett djup av 120 meter. Arten besöker korallrev och laguner med Heteractis magnifica. Amphiprion nigripes blir upp till 11 cm lång. Äggen är 2 mm lång och 1 mm bred.
Beståndet påverkas i viss mån av korallrevens försvinnande. Några exemplar fångas och hölls i akvarium.  Allmänt är Amphiprion nigripes vanlig förekommande. IUCN listar arten som livskraftig (LC).

## Bildgalleri

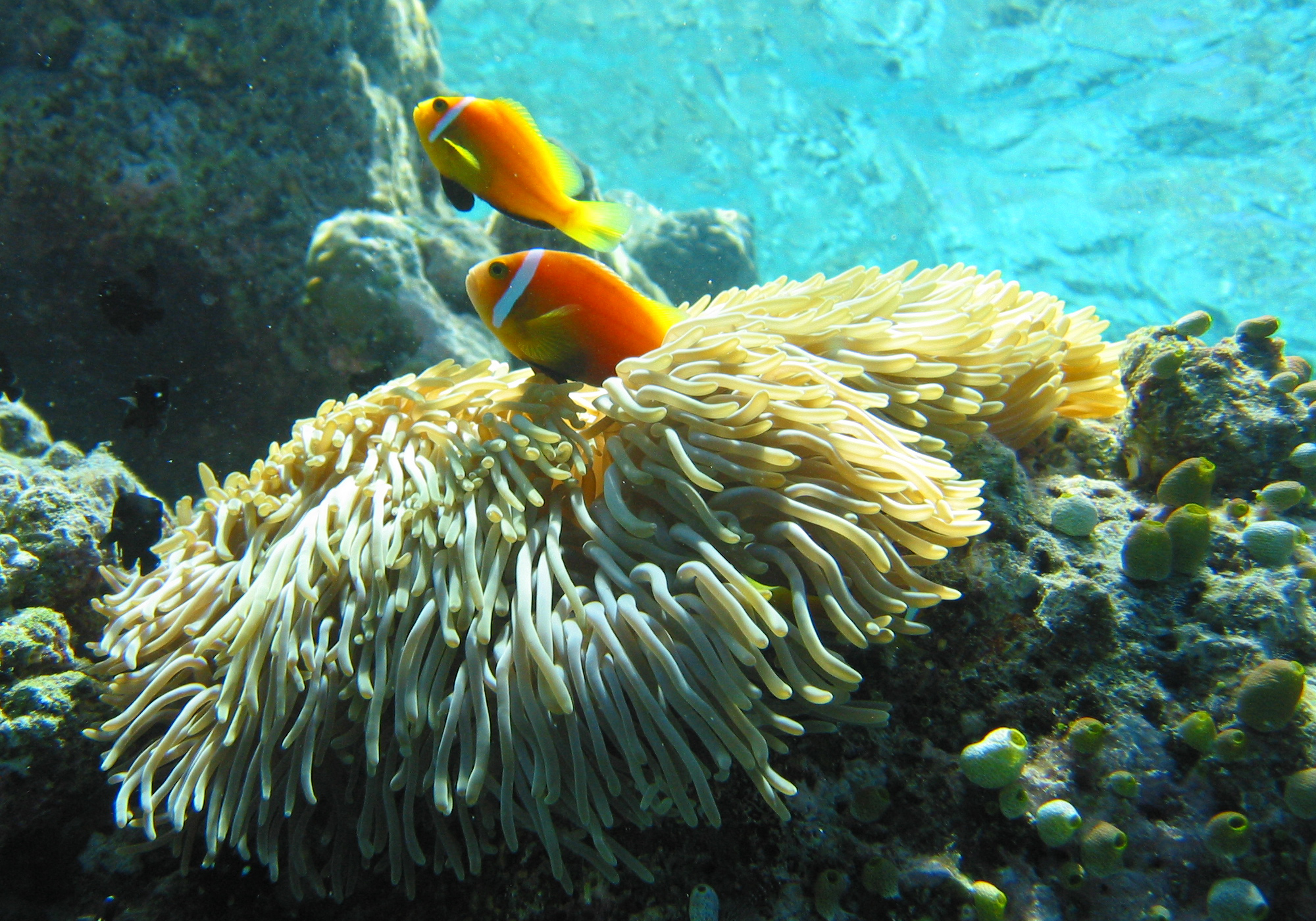